# Clarissa Crotta
Clarissa Rosa Maria Crotta Baronio est une cavalière de saut d'obstacles suisse née le 10 juin 1978 dans le canton du Tessin. 

## Biographie
Clarissa Crotta est depuis toujours passionnée par les chevaux. Elle a commencé ses premières compétitions à l’âge de 8 ans et n’a jamais arrêté depuis. Son père, Edio Crotta, était son premier entraineur. Elle a une sœur, Vanessa Crotta, qui gère le centre équestre et un frère, Fabio Crotta, qui est également cavalier. Son compagnon, Sören Kühl, est aussi son manager et un excellent cavalier.
Clarissa Crotta a beaucoup voyagé notamment aux Pays-Bas et en Allemagne, où elle est restée trois ans, afin de parfaire ses connaissances.
Clarissa est très fière des jeunes chevaux qu’elle possède. C’est d’ailleurs elle qui les entraîne afin d’en faire des chevaux de compétition et qui les revend ensuite. Elle aime également beaucoup entraîner de jeunes cavaliers et leur transmettre ses connaissances.

## Palmarès

### Junior
- 1996 : Troisième en équipe au Championnat d'Europe de saut d’obstacles juniors à  Predazzo (Italie) avec Rocky de la Pierre [2]
- 1997 : Troisième en équipe au Championnat d'Europe de saut d’obstacles  jeunes cavaliers à Morsele avec Bellezza

### Meilleurs résultats adulte
- 2009 : Or en équipe au Championnat d'Europe de saut d'obstacles à Windsor (Angleterre) [3]
- 2009 : Deuxième dans le Grand Prix CSI5 * à Estoril avec Westside v Meerputhoeve
- 2009 : Deuxième du Grand Prix de Sunshine Tour avec West Side v Meerputhoeve
- 2009 : Troisième de la Coupe des Nations à Rome avec West Side v Meerputhoeve
- 2009 : Cinquième lors de la Coupe du Monde FEI à Zurich avec Westside Meerputhoeve
- 2010 : Première lors du Grand Prix Lezno avec West Side v Meerputhoeve
- 2010 : Deuxième lors du Grand Prix de Dresde avec West Side v Meerputhoeve
- 2011 : Troisième du championnat à Norden-Hardenberg avec West Side v Meerputhoeve
- 2011 : Quatrième dans le Grand Prix GCT à Cannes avec Westside Meerputhoeve
- 2012 : De réserve aux Jeux olympiques de 2012 à Londres
- 2012 : Deuxième avec l'équipe de la Coupe des Nations  à Saint-Gall avec Westside v Meerputhoeve
- 2012 : Deuxième avec l'équipe dans la Coupe des Nations à Rome avec West Side v Meerputhoeve
- 2012 : Troisième dans le Grand Prix CSI5 * à Rio de Janeiro avec Westside v Meerputhoeve
- 2012 : Troisième au championnat de Francfort avec West Side v Meerputhoeve
- 2012 : Troisième Grand Prix de Hanovre avec West Side v Meerputhoeve

## Chevaux
- West Side v Meerputhoeve: ce cheval baie né en 1999 a pour père Baloubet Du Rouet. Clarissa Crotta est l’unique cavalière de ce cheval[4].
- Milano VI : ce cheval baie né en 1999 a pour père Indorado. Ce cheval appartenait avant à Gerco Schröder[5].
- Made in Margot : ce cheval noir né en 2000 a pour père Emilion. Clarissa Crotta est l’unique cavalière de ce cheval[6].
- Magnus Romeo: ce cheval bai foncé né en 2001 a pour père Royal Feu. Ce dernier a été racheté par Hans-Dieter Dreher[7].
- Valerie F.S.: ce cheval alezan né en 2002 a pour père Indoctro. Clarissa Crotta est l’unique cavalière de ce cheval[8].
- U2 : ce cheval gris né en 1997 a pour père Cento. Clarissa Crotta est l’unique cavalière de ce cheval[9].
- Kimoni Du Chat Belle Vue : ce cheval baie né en 1994 a pour père Cacao Courcelle. Clarissa Crotta est l’unique cavalière de ce cheval[10].
- Cantarello : ce cheval gris né en 1994 a pour père Capitol I. Clarissa Crotta est l’unique cavalière de ce cheval[11].
- Celly Negra : ce cheval baie foncé né en 2013 a pour père Contendro. Clarissa Crotta est l’unique cavalière de ce cheval[12].
- Synderella : ce cheval baie né en 2013 a pour père Stakkato. Ce cheval appartenait avant à Nicole Persson [13]
- Imperial Zig Zag : ce cheval baie né en 2004 a pour père Kojak. Clarissa Crotta est l’unique cavalière de ce cheval[14].
- Adine Van Het Bergeneinde : ce cheval baie né en 2000 a pour père Flamenco De Semilly. Clarissa Crotta est l’unique cavalière de ce cheval[15].
- Cassinja : ce cheval baie né en 2005 a pour père Cassini I. Clarissa Crotta est l’unique cavalière de ce cheval[16].
- Cardino : ce cheval alezan né en 1998 a pour père Carthago. Clarissa Crotta est l’unique cavalière de ce cheval[17].
- Tobias X : ce cheval alezan né en 2000 a pour père Ahorn. Clarissa Crotta est l’unique cavalière de ce cheval[18].
- Jumex Sport Chi-Kung: ce cheval alezan né en 1999 a pour père Chin Chin. Clarissa Crotta est l’unique cavalière de ce cheval[19].
- Jazzy De La Luth: ce cheval baie né en 1997 a pour père Cacao Courcelle. Clarissa Crotta est l’unique cavalière de ce cheval[20].